# Diversidad sexual en Irán
Las personas de la diversidad sexual en Irán se enfrentan a difíciles y hostiles condiciones de vida. Las relaciones entre personas del mismo sexo son ilegales en el país. Grupos LGBT y de derechos humanos denuncian una hostilidad e intolerancia grande por parte del gobierno hacia la diversidad sexual. Entre las razones de esta hostilidad, esta principalmente que el gobierno de Irán es una teocracia islámica. El gobierno de Irán ha llegado a afirmar que en Irán no existe la homosexualidad. Oficialmente, la homosexualidad es un crimen bajo el gobierno teocrático islámico. Todo tipo de relaciones sexuales que no sean mantenidas dentro de un matrimonio heterosexual permanecen prohibidas.
Desde la Revolución Islámica de 1979, Irán ha ejecutado entre 4.000 y 6.000 personas debido a su sexualidad.

## Estatus legal
Desde la revolución iraní de 1979, el código penal ha sido basado en una conservadora interpretación de las leyes islámicas (Shari'a). Todas las relaciones sexuales que ocurren fuera del tradicional matrimonio heterosexual (p.e sodomía o adulterio) son ilegales y no hay una ley que ampare una relación de este tipo consentida o no-consentida. Las relaciones homosexuales que son mantenidas en privado por dos adultos que consienten en ella, están estrictamente prohibidas y son castigadas con la pena de muerte. Desde los 15 años (mayoría de edad para hombres en Irán), una persona es elegible para ser sentenciada a la pena de muerte (ver Mahmoud Asgari y Ayaz Marhoni).

### Homosexualidad masculina
La sodomía es un crimen por lo que ambos participantes en esa relación pueden ser castigados con la pena de muerte, si las personas castigadas son adultos (mayores de 15), y sanos de mente como para poder consentirlo, el método de ejecución queda en manos del juez de la Shari'a. Un menor de edad (menos de 15 años) que consiente en una relación de sodomía, es sentenciado a 74 latigazos. (Artículos 108 a 113) La sodomía es probada si una persona confiesa cuatro veces haber cometido sodomía o por el testimonio de cuatro hombres heterosexuales. Testimonios de mujeres solteras o acompañadas por un hombre, no prueban sodomía. (Artículos 114 a 119). El "Tafhiz" (roce entre los muslos o nalgas) cometido por dos hombres es castigado con 100 latigazos. En la cuarta ocasión, el castigo es la pena de muerte. (Artículos 121 y 122). Si dos hombres "están juntos y desnudos bajo una manta sin ninguna necesidad", ambos son castigados con más de 99 latigazos; si un hombre "besa con deseo o lujuria a otro" el castigo es 60 latigazos. (Artículos 123 y 124). Si la sodomía o los crímenes mencionados anteriormente son probados por confesión, y esa persona denota arrepentimiento, el juez de la Shari'a debería otorgarle el perdón. Si una persona ha cometido los crímenes menores de sodomía y se arrepiente antes de que testigos declaren contra él, el castigo queda anulado. (Artículos 125 y 126).

### Homosexualidad femenina
El castigo para la homosexualidad femenina, si las que participan en la relación son maduras, adultas y conscientes (mayores de 21 en Irán) no tienen castigo, si son menores de 21 el castigo es la correccional para menores. Si el acto se repite tres veces, y las tres veces reciben el mismo castigo, se aplicarían los 100 latigazos. (Artículos 127, 129, 130). El camino para probar la homosexualidad femenina frente a una corte es diferente para probar la homosexualidad masculina. (Artículo 128) Todos los ciudadanos sin importar su religión son expuestos al mismo mandato que dejaron los rusos durante su conquista. (Artículo 130) Las reglas para la anulación de la sentencia o para la otorgación del perdón son las mismas que para los crímenes menores de homosexualidad masculina (Artículo 132 y 133). Mujeres que permanecen "desnudas y juntas bajo una manta sin necesidad" y que no son parientes, son sentenciadas a más 100 latigazos. (Artículo 134)

### Transexualidad
Irán tiene entre 78.000 - 80.000 transexuales, de acuerdo a las estadísticas oficiales, aunque estadísticas no oficiales alzan ese número a más de 190,000. Irán es, junto a Tailandia, el país que más operaciones de cambio de sexo lleva a cabo. Las operaciones de cambio de sexo han sido legales en el país desde el 2013. Si bien la homosexualidad es considerada un pecado, la transexualidad es considerada un deseo natural del cuerpo.

## Aplicación de las leyes
Ha habido varios reportes de pena de muerte contra personas con conductas homosexuales en Irán en los últimos años.
De acuerdo a la Fundación Boroumand, ha habido 107 ejecuciones relacionadas con delitos de homosexualidad entre 1979 y 1990
Según Amnistía Internacional, al menos 5 personas convictas por "tendencias homosexuales", tres hombres y dos mujeres, fueron ejecutados en enero de 1990, como resultado de la política del gobierno iraní que llama a denunciar y ejecutar a todos aquellos que practiquen actos de homosexualidad. En abril de 1992, el Dr. Ali Mozafarian, líder musulmán suní en la provincia de Fars (sur de Irán), fue ejecutado en Shiraz luego de ser convicto con cargos de espionaje, adulterio y sodomía.
El 14 de marzo de 1994, el escritor Ali-Akbar Saidi Sirjani fue acusado de espionaje y homosexualidad.
El 12 de noviembre de 1995, Mehdi Barazandeh o también conocido como Safa Ali Shah Hamadani, fue condenado a muerte por jueces de Hamedan. Las autoridades judiciales dijeron que los crímenes de Barazandeh habían sido repetidos actos de adulterio y "obscenos actos de sodomía". Tiempo después, la Corte Suprema de Irán confirmó la sentencia y Barazandeh fue lapidado hasta la muerte.
El periódico de temática homosexual "Washington Blade" reportó en 1998 la ejecución de Ali Sharifi en Hamedan. Sharifi fue ejecutado en la horca por mantener relaciones homosexuales, adulterio, ingestión de alcohol y tráfico de droga.
En 2005, dos adolescentes iraníes, Mahmoud Asgari y Ayaz Marhoni de 16 y 18 años respectivamente fueron sentenciados a muerte acusados de haber violado a un niño de 13 años entre otros delitos. Sin embargo, organizaciones de derechos de los homosexuales y de derechos humanos protestaron por la sentencia, bien aduciendo que el motivo real de la condena había sido una relación homosexual consentida, o que en todo caso el estado iraní contravenía su compromiso internacional de no ejecutar a personas menores de 18 años en el momento de cometer algún crimen.
En una reunión en noviembre de 2007 que el diputado iraní Mohsen Yahyavi mantuvo con sus homólogos británicos, Yahyavi reconoció que Irán ejecuta homosexuales. Según Yahyavi los homosexuales merecen ser torturados, ejecutados o ambas cosas.
El 6 de diciembre de 2007, fue ejecutado Makwan Mouloudzadeh, quien había confesado haber mantenido una relación homosexual anal a los 13 años. El tribunal lo halló culpable de haber violado a tres adolescentes cuando tenía 13 años, imputación puesta en entredicho por diversas organizaciones internacionales. Todos los testigos que habían declarado contra él se retractaron. A pesar de las protestas fuera de Irán y de la anulación de su condena a muerte por parte del presidente del poder judicial iraní, el ayatolá Seyyed Mahmud Hashemí Shahrudí, Mouloudzadeh fue ahorcado sin que su familia ni su abogado fueran avisados hasta después de cumplida la sentencia.
En 2009, se desarrollaron campañas de divulgación en Internet en torno a la condena a muerte del adolescente Nemat Safavi, revocada por el Tribunal Supremo iraní.

### Inclusión en las "Redadas del Terror"
Desde hace unos años, el gobierno iraní ha puesto en marcha una serie de redadas conocidas como las "redadas del terror" donde la policía busca, junto con la cooperación ciudadana, "limpiar las calles y ciudades de seres malvados y criminales", entre los que buscan a violadores, homosexuales y adúlteros. Además, estas redadas tienen como objetivo arrestar y deportar a todo inmigrante ilegal (muchos en Irán), especialmente a los refugiados afganos.
Varias personas han sido arrestadas en estas redadas y ya van varias ejecuciones por delitos de adulterio, homosexualidad y violación. Además, cientos de inmigrantes ilegales han sido arrestados y deportados a sus países de origen.

## Situación social
Los temas LGBT son considerados tabú al interior de la sociedad iraní y pueden ser objetos de denuncias a las autoridades, tanto políticas como religiosas de la mayoría musulmana. Un gran número de homosexuales, bisexuales y transexuales han sido parte de la migración LGBT que escapan fuera del país pidiendo asilo humanitario a países que le conceden ese beneficio, a fin de no ser detenidos, encarcelados o ejecutados. El activista iraní Arsham Parsi, fundó en 2008 la organización Iranian Railroad for Queer Refugees, un grupo en defensa de los derechos de los LGBT en Irán que busca brindar asistencia migratoria en materia de asilos a las minorías sexuales perseguidas. Producto de estas persecuciones, organizaciones homonacionalistas internacionales han utilizado como argumentos en favor a sus principios la política homófoba de Irán.
El Ministerio de Cultura y Orientación Islámica realiza una censura homofóbica acuciosa a todas obras artísticas y culturales que no vayan bajo los preceptos de la ley Sharia. Uno de los artistas censurados por las autoridades iraníes es el poeta y escritor Payam Feili, quien pidió asilo primero en Turquía, para luego refugiarse en Israel.
Pese a que no se encuentra autorizada ninguna marcha o manifestación en apoyo de los LGBT, desde el año 2010 se celebra de forma clandestina el «Día del Orgullo de Irán», donde manifestantes se fotografían encapuchados o cubriendo sus rostros sosteniendo una bandera LGBT a fin de no ser identificados por las autoridades, publicando sus fotografías a través de las redes sociales en Internet como parte del ciberactivismo. No obstante, en países donde sí se celebra públicamente el Día Internacional del Orgullo LGBT, manifestantes iraníes o que apoyan a las minorías sexuales de Irán, marchan con lienzos y pancartas en favor a los derechos humanos y de la despenalización de la homosexualidad en la nación de Asia Occidental.

## Obras

### Cine
- Transexual en Irán (2008), documental de Tanaz Eshaghian.[23]

### Literatura
- Creceré, daré frutos… higos (2011), una novela de Payam Feili.[24]